# Tanya Selvaratnam
Pour les articles homonymes, voir Selvaratnam.
Tanya Selvaratnam, née le 20 mars 1971 à Colombo, au Sri Lanka, est une écrivaine féministe, productrice de films, activiste et actrice. En janvier 2014, Selvaratnam publie The Big Lie: Motherhood, Feminism, and the Reality of the Biological Clock. En 2020, elle publie Assume Nothing: A Story of Intimate Violence. Selvaratnam est cofondatrice de The Federation, une coalition d'artistes et d'organisations qui utilisent l'art comme outil de communication interculturelle et de tolérance. Elle est également connue pour avoir accusé le procureur général de New-York, Eric Schneiderman de violence conjugales. Ses allégations, ainsi que des allégations similaires formulées par d'autres femmes, ont conduit à la démission de Schneiderman en 2018.

## Biographie
Selvaratnam est née à Colombo, au Sri Lanka le 20 mars 1971, et grandit à Long Beach, en Californie. Elle fréquente le lycée de la Phillips Academy Andover et sort diplômée de l'université Harvard en 1992. Son mémoire de maîtrise porte sur l'interaction du droit et de la pratique en matière de droits des femmes en Chine et est publié dans le Journal of Law and Politics.

## Carrière
Selvaratnam est  conseillère Gender Justice Narratives, pour le Pop Culture Collaborative. Elle est l'autrice de deux livres : The Big Lie : Motherhood, Feminism, and the Reality of the Biological Clock (2014) et Assume Nothing : A Story of Intimate Violence (2020),. En mars 2023, Amazon Studios annonce son intention de créer une série basée sur Assume Nothing, avec Mimi Won Techentin, Priyanka Chopra Jonas en étant la productrice.
Tanya Selvaratna fonde avec l'artiste  Laurie Anderson et la productrice Laura Michalchyshyn The Federation,, qu'elle décrit comme « une coalition sans précédent d'artistes, d'organisations et d'alliés déterminés à maintenir les frontières culturelles ouvertes et montrant comment l'art nous unit ». La Fédération est créée en réponse au interdiction de voyager de Trump (en) . Un an après l’investiture de Trump, la Fédération et divers artistes organisent une journée d’action artistique.
Selvaratnam produit pour Joy To The Polls. Elle s'engage dans les relations avec les médias pour la Rubell Family Collection à Miami. En tant qu'actrice, elle  joue dans « The Shape of Things », une journée d'ateliers et de performances au Park Avenue Armory à New York. En tant que militante féministe, Selvaratnam collabore avec la Third Wave Foundation, le Forum des ONG sur les femmes, l'Organisation mondiale de la santé et la Ms. Foundation for Women.
En 2020, Selvaratnam était bénévole pour le comité politique de Biden-Harris et a également été présidente du contenu des arts pour la campagne.

## Vie privée
De 2016 à 2017, Selvaratnam est en couple avec le procureur général de New York, Eric Schneiderman. Ils se  rencontrent pour la première fois lors de la Convention nationale démocrate de 2016. En mai 2018, Selvaratnam et d'autres femmes accusent Sneidermann de violence physique. Le New Yorker publie un article sur leurs allégations. Trois heures après que les allégations sont rendues publiques, Schneiderman démissionne de ses fonctions. Selvaratnam raconte son expérience avec Schneiderman dans son livre de 2020, Assume Nothing: A Story of Intimate Violence.

## Publications
- The Big Lie: Motherhood, Feminism, and the Reality of the Biological Clock (2014)
- Assume Nothing: A Story of Intimate Violence (2020)

## Filmographie
- What's On Your Plate? (2009)[19].
- Happy Birthday to a Beautiful Woman (2013)[20].
- Born to Fly (2014)[21].
- UNSTOPPABLE (for Planned Parenthood) (2018).
- GLAMOUR Women of the Year (2017-ongoing)[22].
- AGGIE (2020)[23].
- SURGE (2020)[24].